# Gunar Kirchbach
Gunar Kirchbach (* 12. Oktober 1971 in Bad Saarow-Pieskow, DDR) ist ein ehemaliger deutscher Kanute.
Der Kanurennsportler des KC Potsdam war 1989, noch für die DDR startend, zusammen mit Andreas Dittmer Juniorenweltmeister im Zweier-Canadier über 500 Meter und Zweiter über 1000 Meter. 1990 gehörte Kirchbach als Ersatzmann zum letzten Weltmeisterschaftsaufgebot der DDR, 1992 zum ersten gesamtdeutschen Olympiaaufgebot nach der Wiedervereinigung. 1993 belegten Kirchbach und Dittmer bei der Weltmeisterschaft den dritten Platz über 500 Meter, 1994 gewannen sie zusammen über 1000 Meter den Titel. 1995 bei der Weltmeisterschaft in Duisburg erhielten die beiden sowohl über 500 Meter als auch über 1000 Meter die Bronzemedaille.
Bei den Olympischen Spielen 1996 in Atlanta gewannen Dittmer und Kirchbach über 1000 Meter die Goldmedaille vor den Booten aus Rumänien und Ungarn. Tags darauf belegten sie über 500 Meter den vierten Platz mit 0,4 Sekunden Rückstand auf die Bronzemedaille.
Für den Gewinn der Goldmedaille erhielten er und sein Partner Dittmer vom Bundespräsidenten das Silberne Lorbeerblatt.
1997 trat Kirchbach bei der Weltmeisterschaft im kanadischen Dartmouth zusammen mit Matthias Röder an, die beiden gewannen den Titel über 1000 Meter.
Gunar Kirchbach wurde nach seiner Laufbahn Trainer am Bundesstützpunkt in Leipzig.